# Гранит-Фоллс (Північна Кароліна)
Гранит-Фоллс (англ. Granite Falls) — місто (англ. town) в США, в окрузі Колдвелл штату Північна Кароліна. Населення — 4965 осіб (2020).

## Географія
Гранит-Фоллс розташований за координатами 35°47′50″ пн. ш. 81°25′28″ зх. д. / 35.79722° пн. ш. 81.42444° зх. д. (35.797252, -81.424334).  За даними Бюро перепису населення США в 2010 році місто мало площу 13,57 км², з яких 13,46 км² — суходіл та 0,11 км² — водойми.

## Демографія
Згідно з переписом 2010 року, у місті мешкали 4722 особи в 1863 домогосподарствах у складі 1302 родин. Густота населення становила 348 осіб/км².  Було 2077 помешкань (153/км²).
Расовий склад населення:
| - 93,5 % — білих - 1,7 % — чорних або афроамериканців - 0,7 % — азіатів - 0,2 % — корінних американців - 2,4 % — осіб інших рас |

До двох чи більше рас належало 1,5 %. Частка іспаномовних становила 5,2 % від усіх жителів.
За віковим діапазоном населення розподілялося таким чином: 24,7 % — особи молодші 18 років, 61,2 % — особи у віці 18—64 років, 14,1 % — особи у віці 65 років та старші. Медіана віку мешканця становила 38,9 року. На 100 осіб жіночої статі у місті припадало 91,6 чоловіків;  на 100 жінок у віці від 18 років та старших — 86,9 чоловіків також старших 18 років.
Середній дохід на одне домашнє господарство  становив 50 967 доларів США (медіана — 43 409), а середній дохід на одну сім'ю — 61 570 доларів (медіана — 57 021). Медіана доходів становила 43 014 долари для чоловіків та 31 038 доларів для жінок. За межею бідності перебувало 20,2 % осіб, у тому числі 23,5 % дітей у віці до 18 років та 18,2 % осіб у віці 65 років та старших.
Цивільне працевлаштоване населення становило 2131 особа. Основні галузі зайнятості: освіта, охорона здоров'я та соціальна допомога — 22,1 %, виробництво — 16,9 %, мистецтво, розваги та відпочинок — 13,6 %, роздрібна торгівля — 12,3 %.